# اصول دین
اصول دین پایه‌های اعتقادی شیعه دوازده امامی است که به اعتقاد شیعیان، نخست باید به آن‌ها ایمان آورد و سپس به فروعی که از آن برخاسته‌ است پای‌بند بود. اصول دین مربوط به اعتقاد است و فروع دین مربوط به عمل. اصول دین توحید، نبوت، معاد، عدل و امامت هستند؛ و در زبان‌ها، زمان‌ها و اقوام مختلف صورت‌های متفاوتی به خود گرفته‌است.

## اعتقاد
بنا به باور شیعه، اعتقاد به اصول دین باید از روی تحقیق باشد، نه تقلید. کسی که به اصول دین اعتقاد ندارد، از دین بیرون است. در آغاز برخی از رساله‌های عملیه از اصول دین سخن رفته‌است. توحید، نبوت و معاد اصول مشترک دین اسلام‌اند و دو اصل امامت و عدل از مسلّمات مذهب شیعه‌اند (اصول مذهب) و هر کس به آن‌ها ایمان ندارد از مذهب شیعه بیرون است گر چه از اسلام بیرون نیست. البته که احادیثی از هر دو مذهب وجود دارد که حتی مسلمان بودن دیگر مذاهب را زیر سؤال می‌برند حتی طوری که تعداد قابل توجهی از سنیان، شیعیان را رافضی می‌دانند که رافضی به معنی کسی است که دین را رد کرده‌است!

## توضیح برای انواع اصول دین
اصول مذهب در نزد شیعه پنج تاست که به شرح ذیل است البته توحید، نبوت و معاد اصول دین اسلام اند و دو اصل امامت و عدل از اصول تشیع هستند و هر کس به آن‌ها ایمان ندارد از مذهب شیعه بیرون است؛ گرچه از اسلام بیرون نیست.
1. توحید: به معنای یگانگی خدای متعال  است.
2. نبوت: به معنای پیامبری محمد بن عبدالله و دیگر پیامبران الهی است.
3. معاد: به معنای آن است که روزی همه مکلفان برای بازخواست و حساب در پیشگاه الهی گرد هم می‌آیند و هر کس به پاداش و کیفر خویش می‌رسد. در واقع این روز همان قیامت است.
4. عدل: به معنای آن است که افعال خداوند متعال از سر دادگری و شایستگی است و به هیچ‌کس ستم نمی‌کند و هر چیزی را در جای خویش نگه می‌دارد و با هر موجودی، چنان‌که شایسته‌است رفتار می‌کند.
5. امامت: بدین معنا که پس از پیامبر اسلام، امامان منصب خلافت و امامت را بر عهده دارند و آنان منصوب خداوند هستند.

## اصول دین نزد شیخیه
شیخیه اصول دین را منحصر در چهار اصل توحید، نبوت، امامت و تولی و تبری یا به عبارت دیگر معرفت مجتهد جامع‌الشرایط می‌دانند